# T.V. – Total verrückt
T.V. – Total verrückt (Originaltitel: The Ratings Game) ist ein US-amerikanischer Fernsehfilm aus dem Jahr 1984. Die Filmkomödie war das Regiedebüt von Danny DeVito, der auch an der Seite seiner Ehefrau Rhea Perlman die Hauptrolle übernahm.

## Handlung
Der Spediteur Vic De Salvo träumt von einer Karriere als Produzent im Fernsehgeschäft. Leider werden seine Drehbücher immer wieder abgelehnt. Ein  Programmverantwortlicher, der gerade gefeuert wurde, nimmt aber aus Rache an seinem Arbeitgeber einen Drehbuchentwurf Vics an und lässt einen Pilotfilm produzieren. Die Episode kommt bei den Direktoren des Senders nicht an, doch Vic de Salvo lässt sich nicht unterkriegen und schreibt seine Serie weiter.
Um sich einen Namen im Showgeschäft zu machen, veranstaltet Vic eine große Party in seiner Villa. Anstelle bekannter Schauspieler erscheint aber nur die Angestellte Francine Kester. Francine, die bei der Einschaltquotenmessung arbeitet, verliebt sich in Vic. Als sie von ihrem Vorgesetzten bei einer Beförderung übergangen wird, verrät sie Vic, wie man die Einschaltquoten manipulieren kann. Durch Francines Zutun werden Vics Sendungen zu den meistgesehenen im Fernsehen.
Vic wird bei einer großen Fernsehpreisverleihung als bester Newcomer ausgezeichnet. Sein Betrug ist aber inzwischen aufgeflogen, weshalb Vic direkt nach der Preisverleihung von der Polizei festgenommen wird. Im Gefängnis heiraten schließlich Vic und Francine.

## Entstehungsgeschichte
DeVitos Satire war die erste Eigenproduktion des Senders The Movie Channel und wurde am 15. Dezember 1984 erstmals ausgestrahlt. De Vito verarbeitete in dem Film seine Erfahrungen in der Fernsehserie Taxi. Der fiktive Sender MBC aus T.V. – Total verrückt ist eine klare Anspielung auf den Sender NBC, der die letzte Staffel von Taxi produziert hatte. Die Drehbuchautoren Michael Barrie und Jim Mulholland waren langjährige Autoren für Johnny Carsons Tonight Show.

## Rezeption
Bei der Erstausstrahlung wurde T.V. – Total verrückt als eine vortreffliche Satire bezeichnet, deren Dialoge schlagfertig seien. Der Film hat aber nach Ansicht von Barbara Holsopple einige Schwächen, so gingen laut Mike Drew Gags genauso oft daneben wie sie perfekt landen. Das Lexikon des internationalen Films bezeichnet T.V. – Total verrückt als eine ironische Komödie, die „überdurchschnittlich inszeniert und gespielt“ wurde.
T.V. – Total verrückt  erhielt 1986 einen WGA Award für das beste Drehbuch einer Fernsehkomödie. Trotzdem
hinterließ Danny DeVitos Regiedebüt nach Ansicht des All Movie Guide keinen bleibenden Eindruck. Der Film wurde als Bootleg in den Vereinigten Staaten unter dem Titel The Mogul in Umlauf gebracht.